# Рибниця (Карконоський повіт)
Рибниця (пол. Rybnica) — село в Польщі, у гміні Стара Камениця Карконоського повіту Нижньосілезького воєводства.
Населення — 783 особи (2011).

## Демографія
Демографічна структура станом на 31 березня 2011 року:
|          | Загалом | Допрацездатний вік | Працездатний вік | Постпрацездатний вік |
| -------- | ------- | ------------------ | ---------------- | -------------------- |
| Чоловіки | 387     | 83                 | 285              | 19                   |
| Жінки    | 396     | 79                 | 246              | 71                   |
| Разом    | 783     | 162                | 531              | 90                   |